# Yves V
Yves Van Geertsom, ismertebb nevén Yves V, egy belga DJ. A CloudBreaker nevű darabbal lett ismert, amit Basto belga DJ-jel vett fel. Népszerű számai  a WOW, amit Felgukkal, a That Big, amit Blasterjaxx-szel, és a Chained, amit Dani L. Melbius-szal készített. A CloudBreaker a Flemish Ultratop 50-ben 25. helyezést, a Dutch SIngle Top 100-ban 29. helyezést érte el. A DJ Mag Top 100-ban az 55. helyezést érte el 2014-ben.
A Sonica (Running On a Highway) című zene (Paul Aiden-nel közreműködve) felkerült az Ultratop listájára.

## Diszkográfia[1]

### Dalai
| Év   | Dal                                                           | Kiadó            |
| ---- | ------------------------------------------------------------- | ---------------- |
| 2011 | Madagascar (Dimitri Vegas & Like Mike-kal, Angger Dimas-szal) | Smash The House  |
| 2011 | Cloudbreaker (Basto-val)                                      | Smash The House  |
| 2012 | Mandala                                                       | Smash The House  |
| 2012 | Enter My World                                                | Smash The House  |
| 2012 | Arkadia                                                       | Smash The House  |
| 2012 | What (Romeo Blanco-val)                                       | Speakerz Muzik   |
| 2012 | Bronx (Bassjackers-szel)                                      | Smash The House  |
| 2012 | Loops & Things (Dimitri Vegas & Like Mike-kal)                | Doorn Records    |
| 2012 | WOW (Felguk-kal)                                              | Smash The House  |
| 2012 | Chained (vs Dani L. Melbius)                                  | Spinnin' Records |
| 2012 | Amok (Jacob van Hage-dzsel, Loopers-szel)                     | Smash The House  |
| 2013 | Sonica (Running on a Highway) (ft. Paul Aiden)                | OXYGEN           |
| 2013 | That Big (Blasterjaxx-szel)                                   | Spinnin' Records |
| 2013 | Umami                                                         | Doorn Records    |
| 2013 | Direct Dizko (Sander van Doorn-nal)                           | Doorn Records    |
| 2013 | Manga                                                         | Doorn Records    |
| 2014 | Crackle (D-wayne-nel)                                         | Wall Recordings  |
| 2014 | Crash (Rudebo1-gyel)                                          | Smash The House  |
| 2014 | Oldschool (ft. Chuckie)                                       | Smash The House  |
| 2014 | King Cobra (Tomorrowland Edit) (vs Don Diablo)                | Smash The House  |
| 2015 | Magic (Sidney Samson-nal)                                     | Smash The House  |
| 2015 | Unbroken (Quintino-val)                                       | Spinnin' Records |

### Remixei
- 2009: Sir-G, DJ-Snake: 2 Spirits (Yves V Remix)
- 2010: Yves Deruyter: Infinity (Thomas Turner & Yves V Remix)
- 2010: Dimitri Vegas & Like Mike - Salinas (Yves V Mix)
- 2010: Dimitri Vegas & Like Mike - Deeper Love Mixses (Yves V Remix)
- 2011: Dimitri Vegas & Like Mike ft. Vangosh - Deeper Love (Yves V Remix)
- 2011: Fred Baker: Never Let Me Go (Yves V Remix)
- 2012: Ian Carey, Rosette ft. Brasco & Timbaland - Amnesia (Yves V Remix)
- 2012: Pedro Henriques ft. Giuseppe Viola - Spread The Love (Yves V Remix)
- 2012: Ginuwine ft. Timbaland & Miss Elliot - Get Involved (Yves V Remix)
- 2012: D*Note - Shed My Skin (Dimitri Vegas & Like Mike ft. Yves V Remix)
- 2012: Dimitri Vegas & Like Mike, Regi - Momentum (Yves V & Wolfpack Remix)
- 2013: ROHMIR - One Night (Yves V Remix)
- 2013: Dimitri Vegas & Like Mike, Coone ft. Lil Jon - Madness (Yves V Remix)
- 2014: DiMaro - Generation (Yves V & Mell Tierra Remix)